# Tirallonga
Tirallonga, és un indret del terme municipal de Tremp, al Pallars Jussà, dins de l'antic terme de Fígols de Tremp.
Està situat al nord-oest d'Eroles, a la mateixa vall d'aquest poble, la del torrent del Solà, a la dreta del qual es troba. També queda a llevant del poble de Claramunt, però separat d'ell pel Cingle dels Plans. Tirallonga està delimitat a llevant pel torrent del Solà, al nord per la llau de la Llosa, i al sud pel Clot del Molló.